# 菅平ダム

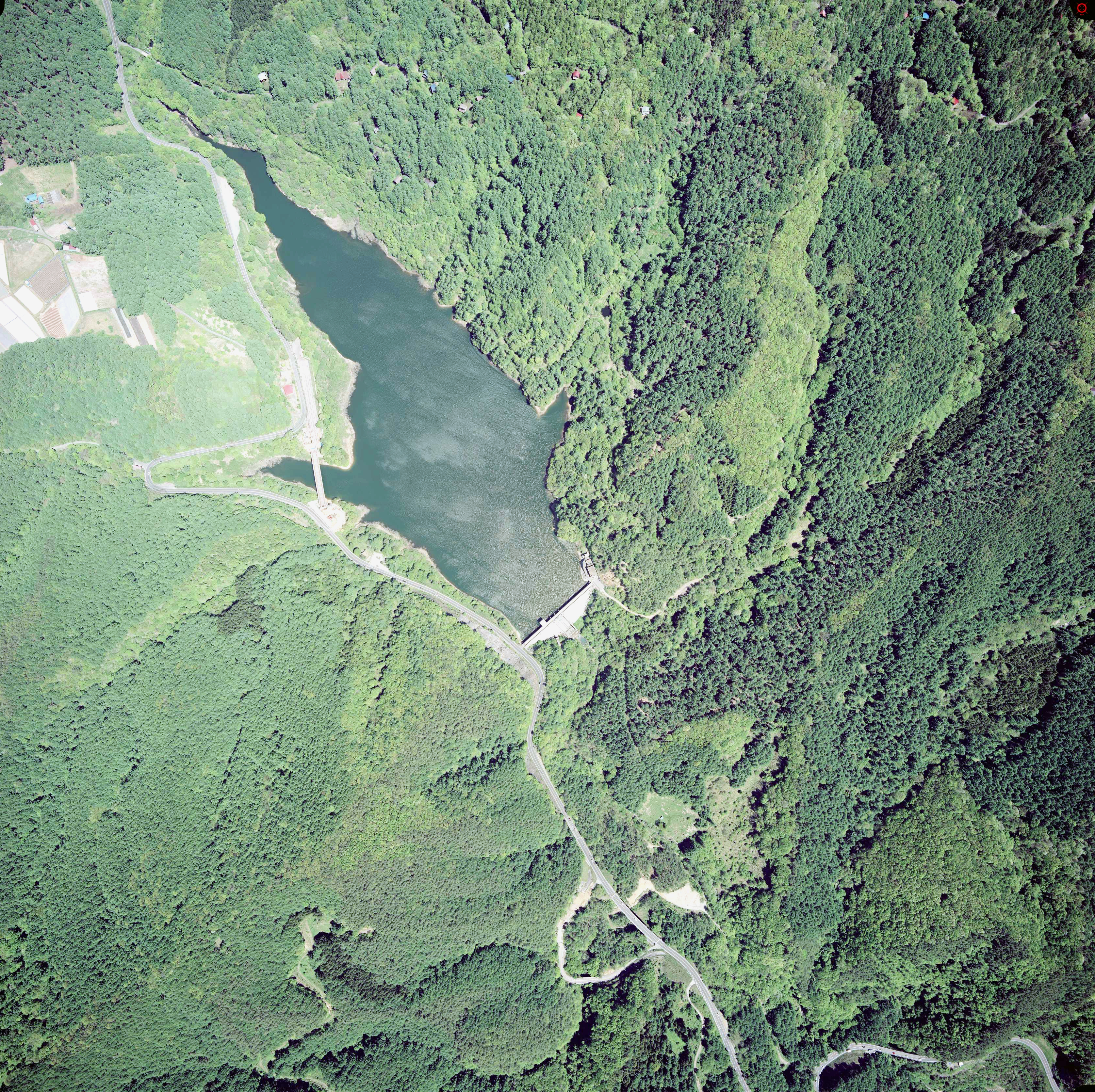
菅平ダムの航空写真。2010年。

菅平ダム（すがだいらダム）は、長野県上田市、信濃川水系神川に建設されたダム。高さ41.8メートルの重力式コンクリートダムで、かんがい・上水道・水力発電を目的とする、長野県営の多目的ダムである。ダム湖（人造湖）の名は菅平湖（すがだいらこ）という。

## 歴史

### 建設
菅平高原にダムを建設する構想は第二次世界大戦以前からあった。ダムを利用して水力発電を行うという案件は1927年（昭和2年）ころ地元上田商工会議所より提案はされていたものの、世界恐慌や戦争のあおりを受け一時は没案とされた。戦後になって食料増産の動きが活発化し、農地の積極的な開発が進められたが、一帯は長野県内でも降水量の少ない地域であり、農業用水の安定確保を求めてダム建設構想を再燃させた。このとき案として持ち上がったのが、菅平高原より流れ出る大洞川をせき止めるかたちで建設する大洞ダム（仮称）である。そんな中、北信鉱業所によって上流の十ノ原地区で硫黄の採掘が始まった。公害を訴える地元住民がこれを中止に追い込んだこともあって、大洞ダムもまた中止に追いやられた。
その後、再びダム建設構想が再燃したのは1957年（昭和32年）のことである。当初より農業用水の安定供給を目的としていた構想であったが、建設費用がかさみ地元負担が大きくなることから、長野県企業局側の薦めもあって目的に発電と上田市に供給する上水道用水の確保を追加し、特定多目的ダム法の適用が受けられるようにした。この時点でも洪水調節が目的として含まれておらず、利水に特化したダム事業と言える。組織された特別委員会はダム建設を国に陳情し、1961年（昭和36年）に採択され、神川総合開発事業は本格的な開始を見せた。1965年（昭和40年）4月1日、菅平開発建設事務所を設置し、同年9月よりダム県道付帯工事に着手。菅平ダムは1968年（昭和43年）に完成した。

### 菅平方式
菅平ダム建設に伴う総事業費のうち、約1億円が地元負担額として割り当てられた。周辺市町村の上田市・真田町（現・上田市の一部）・東部町（現・東御市の一部）で構成する地元財産区はこれを捻出するため、菅平高原に保有している土地を有効利用することにした。菅平高原の50万坪という広大な土地を長野県企業局に無償で提供したのである。長野県はこれを保養地として造成し、売却。これによって得た5億円もの利益を工事費、土地改良区費に充て、残りを地元に交付したのである。これは菅平方式といわれ、長野県高原開発事業のモデルとなった。

## 周辺
菅平ダムが建設された地点は高原野菜の名産地であるとともに、別荘やスキー場などが整備されたリゾート地として知られている菅平高原の玄関口である。上信越自動車道・上田菅平インターチェンジから国道144号（上州街道）を真田町方面に向かって進み、途中の菅平口交差点を左折、国道406号（大笹街道）をしばらく進むと菅平ダムが林の中に隠れるようにして見えてくる。
菅平ダムを通過して間もなく駐車場があり、菅平ダムやその先にある菅平高原の案内板がある。ここには菅平ダムにゆかりのある人物として倉島藏二（1893年6月17日 - 没年不明）のレリーフが建立されている。彼は長村・傍陽村・本原村の3村が合併し誕生した真田町の発足時に長村村長として重要な役割を担い、のちに硫黄採掘事業反対運動に参加、その後の菅平ダム建設事業にも関わった。
公共交通機関を利用する場合は、JR東日本北陸新幹線およびしなの鉄道線、上田電鉄別所線の上田駅から上田バス菅平高原線に乗車し40分間ほどで菅平ダム横の「菅平ダム」バス停に到着する。
ダム下流には、菅平湖の水を利用して発電している長野県営の水力発電所・菅平発電所がある。菅平湖より取り入れた水は導水路トンネルを通じて4キロメートルほど離れた発電所に送水し、最大5,400キロワットの電力を発生する。発電所の運転制御は長野県企業局の菅平ダム発電管理所より行われている。
- 菅平湖
- 湖水を抜いた菅平ダムのダム底（2024年10月）
- 菅平ダムのインクライン